# История (Тацит)

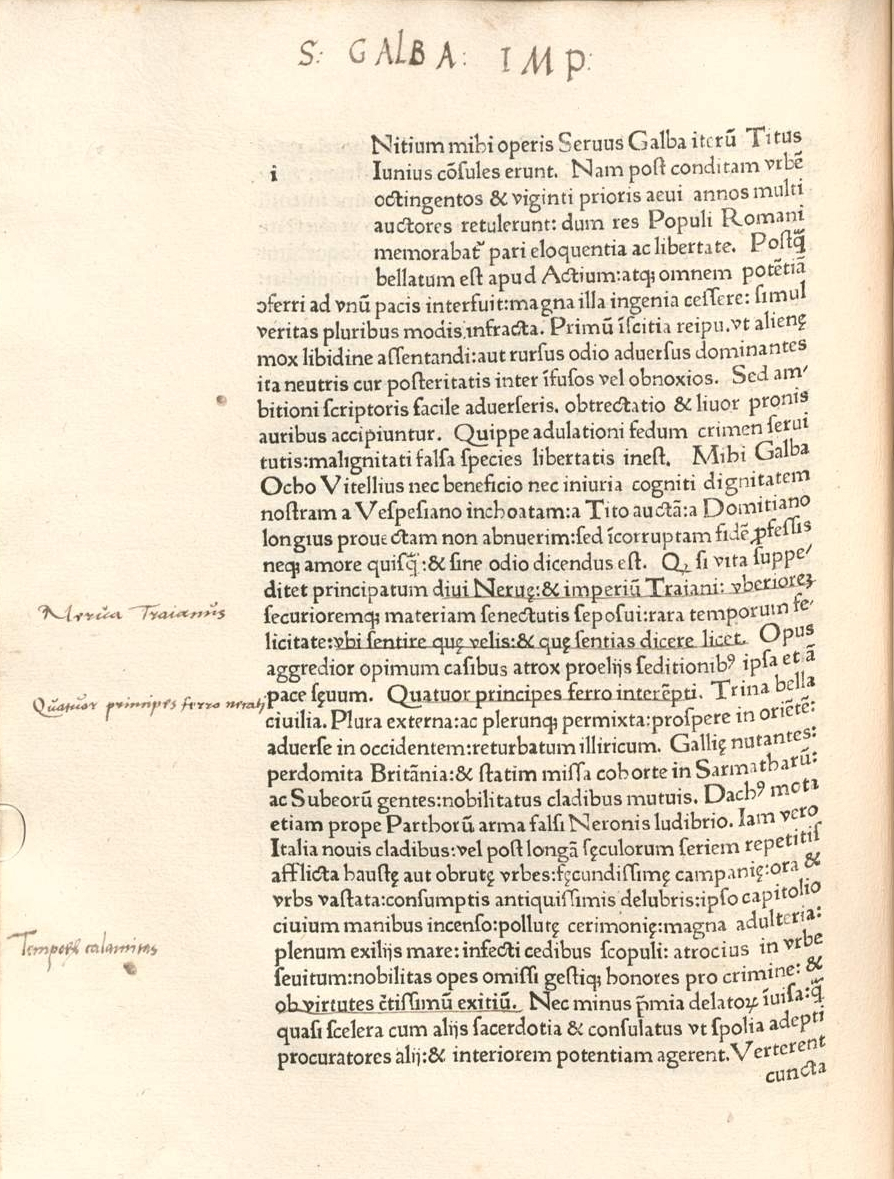
Первая страница первого печатного издания «Истории», 1472 год

«Исто́рия» (лат. Historiae) — крупное произведение древнеримского историка Публия Корнелия Тацита. Оно охватывало период с 69 по 96 годы н. э., то есть год четырёх императоров и правление династии Флавиев. До наших дней сохранились только четыре первые книги этого труда и начало пятой, которые описывали события 69 и 70 годов. О правлении более ранних императоров Тацит впоследствии составил «Анналы».

## Структура
Точное число книг «Истории» неизвестно: современные исследователи чаще говорят о 12 книгах, хотя из оглавления рукописи «Медицейская II» следует, что «История» состояла из 14 книг.
- Книга I. Правление Гальбы, победа Отона, восстание Вителлия, начало войны между Отоном и Вителлием.
- Книга II. Победа Вителлия в Риме. События на Востоке; провозглашение Веспасиана императором.
- Книга III. Борьба между Вителлием и Веспасианом.
- Книга IV. События в Риме; заговор Цивилиса.
- Книга V. Экспедиция Тита в Иудею, подавление заговора Цивилиса.

## Хронология
В современной историографии принято считать, что произведение было завершено около 109 года, хотя нет свидетельств, позволяющих точно его датировать.

## Особенности
Первоначально Тацит планировал описать правление Домициана в негативном свете и противопоставить ему властвование Нервы и Траяна. Впрочем, вскоре историк разочаровался в новом режиме, и изменение взглядов нашло отражение в его сочинениях. По этой причине, а также из-за деликатности темы историк решил отказаться от описания правления Нервы и Траяна. На это решение повлияло и недовольство известных в Риме людей излишне откровенными рассказами о закулисной жизни римского сената, которые хорошо осведомлённый Тацит начал включать в повествование (см. основную статью).